# Conrector
Een conrector maakt deel uit van de directie van een school voor middelbaar onderwijs. De titel rector -en conrector voor zijn adjunct(en)- werd oorspronkelijk gegeven aan het hoofd van een gymnasium. Toen na de Tweede Wereldoorlog er combinaties kwamen van de HBS en gymnasium (en soms ook MMS) - dit soort scholen heette lycea -  droeg het hoofd van zo een school ook de titel rector. Bij een zelfstandige HBS bleef de titel echter directeur.
Ook bij alle latere reorganisaties van het onderwijs, resulterend in de scholengemeenschappen zoals we die nu kennen, bleven in sommige gevallen (m.n. als het gymnasium en/of atheneum daar deel van uitmaakte) de titels rector respectievelijk conrector gehandhaafd.